# Adam, 2. Earl of Angus
Adam, 2. Earl of Angus (* vor 1150; † vor 1198), war ein schottischer Adeliger.

## Leben
Sein Vater war Gillebride, 1. Earl of Angus, der Name seiner Mutter ist unbekannt. Als ältester Sohn aus erster Ehe übernahm er nach dem Tod seines Vaters um das Jahr 1187 dessen Erbe als Earl of Angus.
Über sein Leben sind nur wenige Details bekannt: Erstmals erwähnt wird er 1164, als er zusammen mit seinem Vater die Urkunde für Malcolm IV. bezeugte, mit der dieser das Kloster von Scone zur Abtei erhob und die Abteikirche stiftete; 1178 traten er und sein jüngerer Bruder William als Zeugen der Überschreibung der „Kirche von Calcou“ an das Kloster von Aberbrothoc auf. Als Earl of Angus ist er nur einmal zu finden: 1187 trat er namentlich für Wilhelm „der Löwe“ als Zeuge auf, mit der dieser die „Kirche von Foethmures“ ebenfalls dem Kloster von Aberbrothoc schenkte.
Ob Adam verheiratet war, ist nicht bekannt. Er blieb ohne legitime Erben, deshalb übernahm nach seinem Tod der älteste zu diesem Zeitpunkt noch lebende Bruder Gille Críst das gemeinsame Erbe und den Titel ihres Vaters.